# 松禾郡
松禾郡（：／ Songhwa gun */?）是朝鮮民主主義人民共和國黃海南道西部內陸的一個郡，地勢北高南低，南有南大川流過。面積193.08平方公里。2008年人口44,274人。下分1邑、10里。

## 歷史
高句麗時有麻耕伊（마경이）和板麻串（판마곳），王氏高麗時分別改稱青松和嘉禾，李氏朝鮮時合併稱為松禾。1909年併入至豐川郡。1967年脫離瓜飴郡獨立成郡。